# بالقار
بالقار (بالتركية: Balkar)‏ هي بلدة تابعة لمديرية كولباشي في محافظة أديامان التركية وبلغ عدد سكانها 2,091 نسمة في عام 2021.